# Pastýřská stěna
Pastýřská stěna är en klippa i Tjeckien.   Den ligger i regionen Ústí nad Labem, i den norra delen av landet, 80 km norr om huvudstaden Prag. Pastýřská stěna ligger 200 meter över havet.
Terrängen runt Pastýřská stěna är huvudsakligen kuperad, men åt nordväst är den platt. Pastýřská stěna ligger nere i en dal. Runt Pastýřská stěna är det ganska tätbefolkat, med 108 invånare per kvadratkilometer. Närmaste större samhälle är Děčín, 0,75 km öster om Pastýřská stěna. I omgivningarna runt Pastýřská stěna växer i huvudsak blandskog.